# Тамбурино (Терни)
Тамбурино је насеље у Италији у округу Терни, региону Умбрија.
Према процени из 2011. у насељу је живело 94 становника. Насеље се налази на надморској висини од 293 м.